# Pelodiscus
Pelodiscus – rodzaj żółwi z rodziny żółwiakowatych (Trionychidae).

## Zasięg występowania
Rodzaj obejmuje gatunki występujące w Azji (Rosja, Chińska Republika Ludowa, Tajwan, Laos, Wietnam, Korea Północna, Korea Południowa i Japonia). 

## Systematyka

### Etymologia
- Pelodiscus: gr. πηλος pēlos „błoto, muł”[14]; δισκος diskos „dysk”[15].
- Landemania: etymologia niejasna, Gray nie wyjaśnił pochodzenia nazwy rodzajowej[3]. Gatunek typowy: Landemania irrorata J.E. Gray, 1869 (= Trionyx sinensis Wiegmann, 1835).
- Ceramopelta: gr. κεραμος keramos „gliniane naczynie, dzban”[16]; πελτη peltē „mała tarcza bez obramowania”[17]. Gatunek typowy: Ceramopelta latirostris Heude, 1880 (= Trionyx sinensis Wiegmann, 1835).
- Cinctisternum: łac. cinctus „opasanie”[18]; sternon „pierś, klatka piersiowa”[19]. Gatunek typowy: Cinctisternum bicinctum Heude, 1880 (= Trionyx sinensis Wiegmann, 1835).
- Coelognathus: gr. κοιλος koilos „wydrążony”[20]; γναθος gnathos „żuchwa”[21]. Gatunek typowy: Coelognathus novem-costatus Heude, 1880 (= Trionyx sinensis Wiegmann, 1835); młodszy homonim Coelognathus Fitzinger, 1843 (Serpentes).
- Coptopelta: gr. κοπτος koptos „pokruszony”[22]; πελτη peltē „mała tarcza bez obramowania”[17]. Gatunek typowy: Coptopelta septem-costata Heude, 1880 (= Trionyx sinensis Wiegmann, 1835).
- Gomphopelta: gr. γομφος gomphos „klin, kołek”[21]; πελτη peltē „mała tarcza bez obramowania”[17]. Gatunek typowy: Gomphopelta officinae Heude, 1880 (= Trionyx sinensis Wiegmann, 1835).
- Psilognathus: gr. ψιλος psilos „goły, nagi”[23]; γναθος gnathos „żuchwa”[21]. Gatunek typowy: Psilognathus laevis Heude, 1880 (= Trionyx sinensis Wiegmann, 1835).
- Temnognathus: τεμνω temnō „ciąć”[24]; γναθος gnathos „żuchwa”[21]. Gatunek typowy: Temnognathus mordax Heude, 1880 (= Trionyx sinensis Wiegmann, 1835).
- Tortisternum: łac. tortus „kręty”[25]; sternon „pierś, klatka piersiowa”[19]. Gatunek typowy: Tortisternum novem-costatum Heude, 1880 (= Trionyx sinensis Wiegmann, 1835).

### Podział systematyczny
Do rodzaju należą następujące gatunki: 
- Pelodiscus axenaria (Zhou, Zhang & Fang, 1991)
- Pelodiscus huangshanensis Gong, Peng, Huang, Lin, Huang, Xu, Yang, & Nie, 2021
- Pelodiscus maackii (Brandt, 1858)
- Pelodiscus parviformis Tang, 1997
- Pelodiscus shipian Gong, Fritz, Vamberger, Gao & Farkas, 2022
- Pelodiscus sinensis Wiegmann, 1835 – żółwiak chiński[26]
- Pelodiscus variegatus Farkas, Ziegler, Pham, Ong & Fritz, 2019